# صلابت خان ذو الفقار جانغ
السيد صلابات خان ذو الفقار جانغ كان نبيلًا مغوليًا ومير بخشي وأمير الأمراء لأحمد شاه بهادور، وهو من أصل كشميري.

## الخلفية
كان اسمه الأصلي سيد حسين خان، ابنه هو سعدات خان مير محمد تقي الحسيني. إن صلابات خان كان صهر السلطان المغولي فرخسير. وكانوا من الكشميريين العرقيين الذين ينتمون إلى عشيرة مراشي. عُين والده سعدات خان حاكمًا لكشمير عند تولي فرخسير الحكم بديلًا لعناية الله خان الكشميري، وكان الراحل مير-إي-أتيش (قائد المدفعية). على الرغم من محاولتهم دعم السلطان المغولي فرخسير، قُتل والد صلابات خان في معركة ضد الأخوان السادة، بينما نجا صلابات خان وبقي على قيد الحياة. كان السلطان المغولي اللاحق يشير إليه باسم نانا بابا.

## السيرة

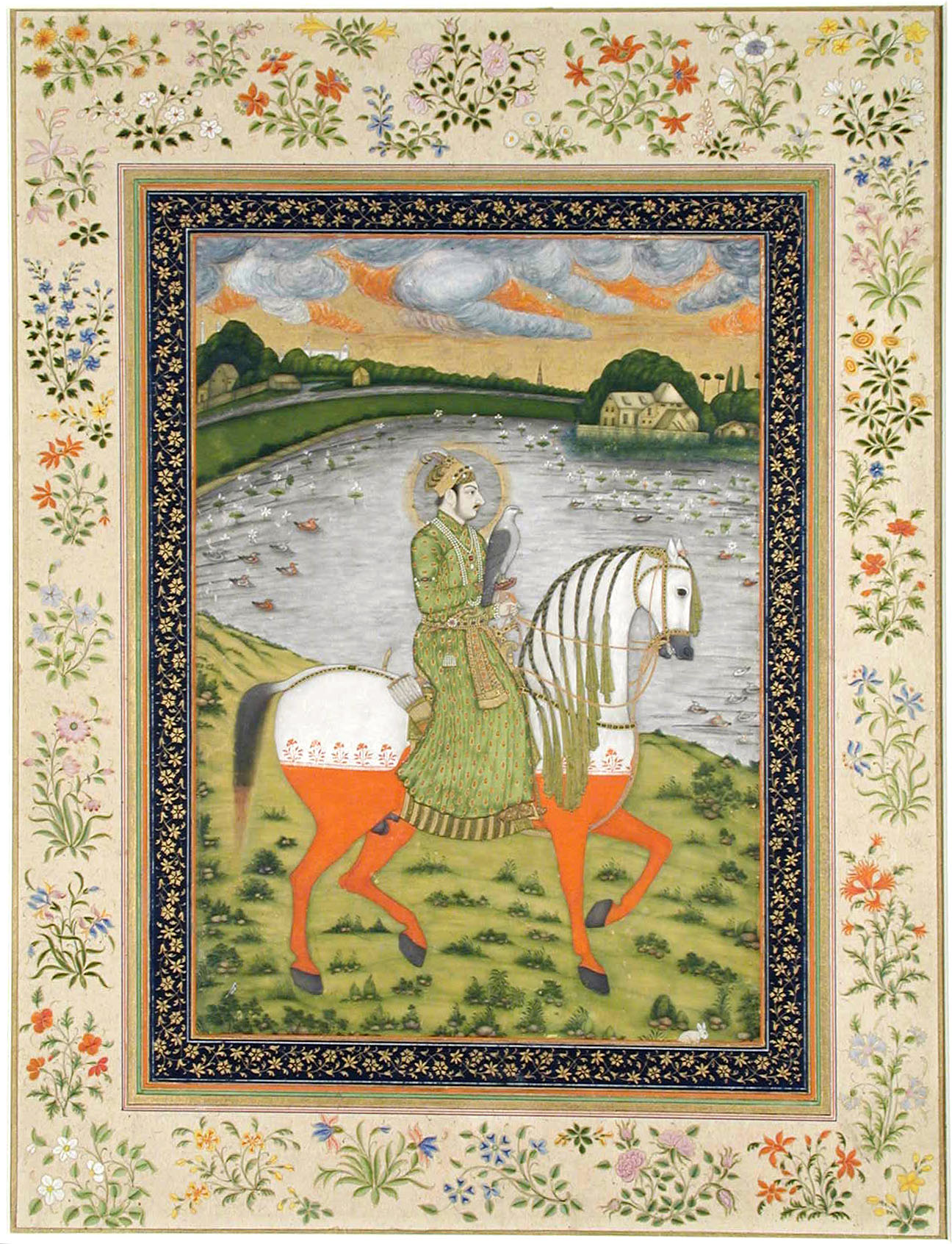
السلطان أحمد شاه بهادور

عند وفاة آصف جاه في عام 1748، عُين صلابات خان ميرًا بخشي في 29 حزيران. حصل على ولاية أجمر وآجرا، مع فوجداري نارنول. في عامي 1740 و1750، اجتاح صالابات خان مدينة ميوات واستولى على حصن نيمرانا. اشتبك الجات مع جيش المغول في سراج سوبهاشاند، مما ألحق به خسائر. في نيسان 1750 خرج لغزو راجبوتانا (راجستان) بجيش قوامه 18 ألف جندي من أجل دعم باخت سينغ ضد إيشواري سينغ. ولكن بما أن أيًا من الطرفين لم يرغب في الحرب، فقد غادر جيش المغول بعد قتال قصير بعد أن وعد إيشواري سينغ بدفع جزية صغيرة. كانت هذه الحملة الفاشلة هي المحاولة الأخيرة للسلطنة المحتضرة لتأكيد سلطتها على راجستان.
في حزيران 1751، أهان صالابات خان الإمبراطور ومفضله جاويد خان [الإنجليزية]، الخصي. وقد أبلغ جاويد خان السلطان بذلك، مما أدى إلى إقالة صلابات خان من منصب مير بخشي وأمير الأمراء. باع صلابات خان كل ما يملك وعاش في عزلة كدرويش.
بعد حل فوج سلاح الفرسان الإسلامي الهندي المعروف باسم سين داغ، حاول عماد الملك [الإنجليزية] استدعاء مساعده صلابات خان، باخشي السلطان الأخير السابق، الذي كان يعيش في عزلة وعار في أجرا. لكن هذا النبيل العظيم الأخير من عائلة فرخسير ومحمد شاه لم يعد الآن سوى شبح عجوز، وقد توفي في 6 حزيران 1757 م.

## العائلة
وكان ابنه أحمد علي خان بخشي الأحاديين.